# Quatuor Parisii
Pour les articles homonymes, voir Parisii (homonymie).

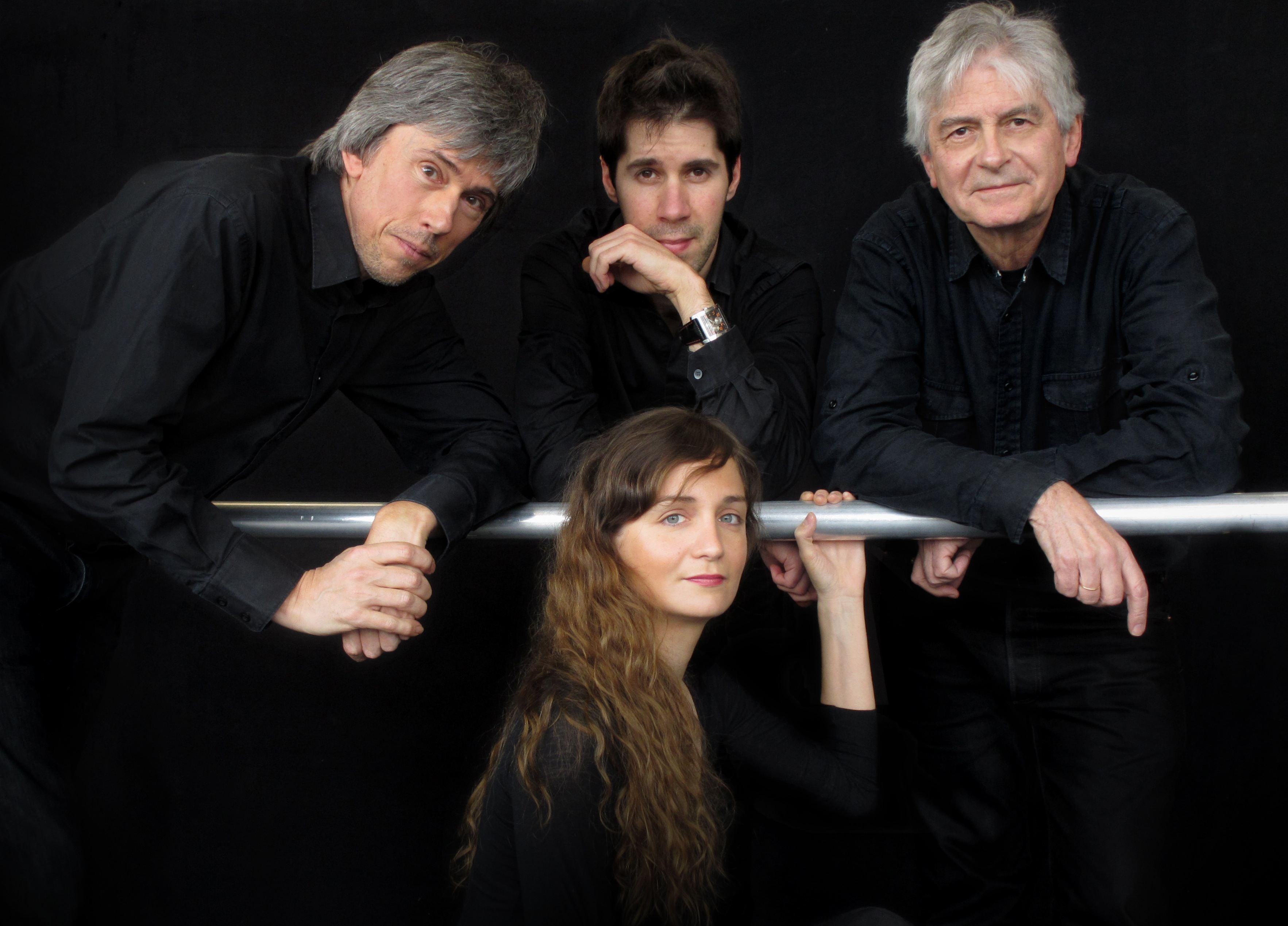
Quatuor Parisii

Le Quatuor Parisii est un quatuor à cordes français créé en 1981.

## Membres
- Arnaud Vallin, premier violon (2002-....) - Thierry Brodard (1981-2002)
- Florent Brannens (2019-.... ) second violon -  Doriane Gable (2013-2018)- Jean-Michel Berrette,  (1981-2013)
- Dominique Lobet, alto (1981-....)
- Jean-Philippe Martignoni, violoncelle (1981-....)

## Historique
Le Quatuor Parisii a été créé en 1981 par quatre étudiants du Conservatoire national supérieur de musique et de danse de Paris, tous premier prix d'instrument et de musique de chambre.
Le quatuor remporte en 1986 le Grand Prix Radio Canada au concours international de quatuor de Banff, concours réservé aux dix meilleurs quatuors à cordes mondiaux, préalablement sélectionnés. Puis en 1987, la formation remporte les concours d'Évian et de Munich.
Depuis, le quatuor Parisii se produit régulièrement au sein des plus prestigieuses sociétés de musique de chambre du monde. De grands solistes comme  Jean-Claude Pennetier, Régis Pasquier, Pascal Moraguès, Isabelle Moretti, Anne Queffélec et Michel Portal, se joignent à la formation dans le répertoire de quintettes.

## Répertoire
Le répertoire du quatuor Parisii est large puisqu'il va du XVIIIe au XXIe siècle. En particulier les quatre instrumentistes se sont souvent fait les interprètes de la création de pièces contemporaines, tant en France qu'à l'étranger. Parmi ces pièces figurent des œuvres de Pierre Boulez, Gilbert Amy, Régis Campo, Gérard Pesson, Guillaume Connesson, Laurent Lefrançois, Philippe Boivin, Garcia Roman, Tomás Marco, Richard Rodney Bennett, etc ... On compte également dans leur répertoire des œuvres de Mozart, Beethoven, Brahms et Webern, sans oublier la musique française du XXe siècle, dont leurs interprétations sont saluées par la critique[Qui ?] et considérés par beaucoup[Qui ?] comme des références[réf. nécessaire], avec Franck, Fauré, Vierne, Debussy, Ravel ou encore Milhaud.

## Discographie
On trouve parmi leurs enregistrements les quintettes avec hautbois de Boccherini, ou l’enregistrement en première mondiale du Livre pour quatuor de Boulez (coffret intégrale Boulez chez Deutsche Grammophon) . Leur discographie se compose également de nombreux intégrales de quatuors comme celles de Beethoven, Brahms, Webern et Milhaud.
Leurs enregistrements des quatuors de Debussy et de Ravel ont été classés ffff par Télérama et Choc par le Monde de la Musique, également distingué par le prix de la nouvelle académie du disque pour le CD Franck et Webern. Plus récemment, l’enregistrement des quatuors à cordes et du quintette avec piano de Hahn a été unanimement accueilli par la critique.[réf. nécessaire]
En collaboration avec Simon Schembri, Quatuor Parisii sort The Maltese Touch